# Преднікарбат
Преднікарбат — негалогенізований глюкокортикостероїд IV покоління.

## Хімічна формула
За хімічною будовою преднікарбат є подвійно етерифікованим та метильованим негалогенізованим похідним преднізолону

## Фармакологічна дія
Виявляє протизапальну, антиексудативну, протиалергічну, десенсибілізуючу, протисвербіжну, судинозвужувальну дію. Місцевий протизапальний ефект обумовлений селективною стимуляцією синтезу ліпокортина, який інгібує фосфоліпазу A2, пригнічує утворення з арахідонової кислоти і затримує вивільнення медіаторів запалення — ПГ (простагландинів), фактора активації тромбоцитів та лейкотрієнів. Стабілізує мембрани, в тому числі клітинних органел; гальмує вихід ферментів, ушкоджуючих клітини, і дегрануляцію тучних клітин; знижує міграцію лейкоцитів і проникливість капілярів, покращує мікроциркуляцію 
За даними клінічних досліджень Предникарбату зафіксовано пригнічення фосфоліпази А2 через 30 хв після зовнішнього нанесення препарату. Чіткі результати лікування (зменшення клінічної симптоматики або клінічне одужання) спостерігаються через 7 днів .
Подвійний етерифікований негалогенізований глюкокортикоїд виявляє виражений протизапальний ефект, при цьому без антипроліферативної та атрофогенної дії  — як це було з більш ранніми галогенізованими глюкокортикоїдами.
Має високу ліпофільність та значну здатність до проникнення, може всмоктуватися через інтактну шкіру; запалення та ін. шкірні захворювання підвищують абсорбцію через шкірний покрив. Покращує стан ділянок ураженої шкіри з проявами еритеми, інфільтрації, свербежу, злущення і ліхеніфікації, знижує вираженість проявів при псоріазі на 64% та на 80% — при атопічному дерматиті.

## Показання для застосування
Запальні дерматологічні захворювання, що потребують застосування глюкокортикоїдів (екзема, в тому числі, гостра, хронічна, атопічна; псоріаз; дерматити; опіки I—II ступеня) .
Нозологічна класифікація (МКЗ-10)
L20 Атопічний дерматит
L23 Алергічний контактний дерматит
L29 Свербіж
L30.9 Дерматит неуточнений
L40 Псоріаз
T20-T25 Термичні і хімічні опіки зовнішніх поверхонь тіла, уточнені за їх локалізацією

## Спосіб застосування та дози
Для зовнішнього застосування. Наносити один раз на день тонким шаром на уражені ділянки та злегка втирати. При необхідності частоту нанесення препарату можна збільшити до 2-х разів на день. Курс лікування визначає лікар, зазвичай він становить 2-3 тижні (але не більш 4-х тижнів).

### Протипоказання
- підвищена чутливість до діючої речовини або до будь-якого іншого компонента препарату
- застосування у ділянці навколо очей
- шкірні реакції при вакцинації
- грибкові, бактерійні і вірусні (вітряна віспа, прояви простого герпесу) інфекції шкіри
- специфічні шкірні процеси, включаючи шкірну симптоматику при туберкульозі, сифілісі
- періоральний дерматит, розацеа[7]

### Побічна дія
Місцеві реакції, атрофія шкіри, телеагиоектазії, стрії, почервоніння, подразнення, свербіж, пустульозний висип, розацеаподібний дерматит, гіпопігментація, періоральний дерматит, вторинні інфекції; у дітей — нанесення на великі ділянки шкіри може викликати пригнічення функції кори надниркових залоз (синдром Іценко-Кушинга) унаслідок підвищеного метаболізму.
Для пацієнтів зі значними поверхнями ураження або в разі накладення оклюзійних пов'язок обов'язковий періодичний контроль гормонального статусу, в тому числі визначення рівня кортизолу в плазмі крові та сечі.

### Передозування
Короткотривале застосування збільшених доз препарату (дуже велика кількість, дуже велика зона нанесення або ж дуже часте застосування) не викликає жодних побічних ефектів.

## Особливості застосування
Слід уникати потрапляння в очі. Якщо не нанесли Предникарбат попередній раз, то не варто подвоювати дозу. В разі появи в період лікування специфічних шкірних змін або при виникненні побічних явищ необхідно звернутися до лікаря.
При бактерійних та/або грибкових шкірних інфекціях: місцеве лікування бактеріальних та грибкових шкірних інфекцій Предникарбатом можливо лише з препаратами антибактеріальної або протигрибкової дії.

### Переносимість
Подвійна етерифікація додатковіх ланцюгів, по-перше, збільшує ліпофілію, забезпечуючи краще проникнення до шкіри, по-друге, забезпечує швидкий розпад етерифікованих груп, що призводить до коротшого періоду напіврозпаду активного інгредієнта, і таким чином, до кращої системної та місцевої переносимості.
Вирішальним чинником значного покращення використання глюкокортікостероїдов і зменшення ризику при лікуванні є синтез подвійної етерифікованої молекулярної структури Преднікарбату та відмова від будь-якого галогенізування.
Після потрапляння до осередку ураження та початку дії Предникарбат швидко перетворюється на біологічно неактивні метаболіти, які більше не мають негативної побічної дії, що є найбільш важливиме в ранньому дитячому віці і, особливо, у новонароджених.
За результатами 3-х подвійних сліпих плацебоконтрольованих досліджень в 98% переносимість Предникарбата оцінюється як хороша та дуже хороша.

### Застосування в період вагітності та годування груддю
- У період вагітності вживання препарату можливе лише тоді, коли користь для матері перевищує потенційний ризик для плоду. Не наносити препарат на великі ділянки шкіри[3]
- Діюча речовина — преднікарбат — має здатність проникати в грудне молоко, тому на період лікування слід утримуватися від годування груддю[3]

### Здатність впливати на швидкість реакції при управлінні автотранспортом або роботі з іншими механізмами
Не впливає.

## Взаємодія з іншими лікарськими засобами та інші види взаємодій
Не слід поєднувати з глюкокортикоїдами резорбтивної дії (підвищується ймовірність розвитку системних побічних ефектів).

## Синоніми

### Торгівельні марки
Dermatop, Dermatop Emollient Cream, Dermatop Ointment

### Дженерики
PREDNITOP, Prednicarbate Cream, Prednicarbate Ointment